# Ranunculus paucidentatus
Ranunculus paucidentatus är en ranunkelväxtart som beskrevs av Alexander Gustav von Schrenk. Ranunculus paucidentatus ingår i släktet ranunkler, och familjen ranunkelväxter. Inga underarter finns listade i Catalogue of Life.